# یوتا ولی والورینز
یوتا ولی والورینز (به انگلیسی: Utah Valley Wolverines) از تیم‌های دو و میدانی دانشگاهی آمریکا است.
این تیم به عنوان نماینده دانشگاه یوتا در مسابقات بین کالج‌ها شرکت می‌کند. شگون‌نمای این دانشگاه جانوری به نام دله می‌باشد و رنگ آن نیز سبز و طلایی است.